# おはよう・にっぽん
『おはよう・にっぽん』は、1966年1月31日から1968年9月13日までTBSの制作によりTBS系列9局で毎週月 - 金曜 8:00 - 9:00（日本標準時）に生放送されていたワイドショー（ニュースショー）番組である。モノクロ放送（但し、1967年8月15日放送「終戦特集」のみ特別にカラー放送）。
タイトルについては、“・”（中黒）が省かれ、「おはようにっぽん」と表記される場合 や、“・”の代わりに“、”（読点）が入り「おはよう、にっぽん」と表記される場合 もある。

## 概要
1965年12月に報道局内で特別制作部が設けられたことにより、NETテレビ『モーニングショー（第1期）』、NHK総合テレビ『スタジオ102』、フジテレビ『小川宏ショー』に次ぐ平日朝のワイドショーとして開始。TBSでは、前年4月10日開始の『土曜ロータリー』に次ぐワイドショー番組であった。メイン司会者に小林桂樹を起用して主婦層からの支持を狙った ほか、大韓民国へVTR車を送り込んだ「おはよう韓国」シリーズなどの取材企画を組んだ。このほか、人生相談コーナーも設けていた。
開始年にイタリアからネズミの人形劇キャラクター「トッポ・ジージョ」が紹介された ときは、全国的人気となった。だが、先発番組との差を埋められぬまま終了した。
終了前の5日間に放送された、特別制作部部長の宿谷高彦以下メンバー総動員で制作された企画「日本を考える」シリーズは、その問題提起を行う内容から評判を集め、放送批評懇談会より第6回ギャラクシー賞第6回期間選奨に選ばれた。

## 出演者
●…『TBS50年史』資料編P217の歴代テレビ番組一覧表内「主な出演者」欄に掲載された人物

### 司会者
- 小林桂樹●
- 小泉博[11]
- 友竹正則●
- 小野清子●

### ニュースキャスター
- 高野昭平（TBSアナウンサー）[12]

## 制作スタッフ
- 企画・構成：自由企画（1967年2月 - 1968年3月）[13]
- 技術協力：東通[14]
- 制作：東京放送報道局特別制作部[4]

## ネット局
- 東京放送（現：TBSテレビ、制作局）
- 東北放送
- 新潟放送
- 中部日本放送（現：CBCテレビ）
- 朝日放送（現：朝日放送テレビ）
- 山陽放送（現：RSK山陽放送）
- RKB毎日放送
- 大分放送
- 琉球放送（放送当時はアメリカ合衆国の施政下）

以上の9局ネットで放送されていた。
TBS系列局でも、大部分の局は『モーニングショー（第1期）』をネットしていたため、ネット局は少なかった。その中でも東北放送は本番組を放送していた期間中、『モーニングショー（第1期）』を録画時差ネットとする異例の対応を取っていた。
新潟放送・大分放送・琉球放送は本番組の放送終了後、『モーニングショー（第1期）』のネットに移行した。
2024年7月現在、同時間帯で放送されているレギュラー番組は朝日放送（朝日放送テレビ）を除く8局では『ラヴィット!』を、朝日放送（朝日放送テレビ）ではテレビ朝日制作の『羽鳥慎一モーニングショー』を放送している。

## 備考
- トッポ・ジージョは、1967年には火曜 18:00 - 18:30に同名の独立番組が放送開始[9]。また、映画化（タイトルは『トッポ・ジージョのボタン戦争』）もされ、本番組の司会として共演していた小林はナレーションを担当した。
- 8月の全国高等学校野球選手権本大会期間中に、例年本大会の全試合を中継している朝日放送（当時はTBS系列の在阪準キー局）の技術協力によって、本大会の舞台である阪神甲子園球場の1塁側アルプススタンドからオープニングを放送したことがある。
- 北海道のTBS系列局である北海道放送は、『モーニングショー（第1期）』をネットしていたために放送されなかったが、裏送り中継は行っていた[15]。
- この本番組の終了後、1971年4月の『モーニングジャンボ』開始まで約2年半の間、平日8時台のワイドショー枠は一旦姿を消すことになる（『ポーラテレビ小説』の再放送と『あなたの映画劇場』で編成）。
- 『TBS50年史』付録のDVDには、「8月15日特集 -ある学徒兵の遺書より- 故郷ヨ聞イテクレ」と題した企画の放送（放送年明記せず）を記録したキネコ映像（モノクロ）が収録。

## 参考資料
- TBS50年史（2002年1月、東京放送編・発行）…国立国会図書館の所蔵情報
  - 資料編
  - 付録DVDソフト『ビジュアル編』（DVD-VIDEO）
  - 付録DVDソフト『ハイブリッド検索編』（DVD-ROM。パソコン対応）
    - 『TBSアナウンサーの動き』（ラジオ東京→TBSの歴代アナウンサーの記録を、同社の歴史とともにまとめた文書。PDFファイルとして収録）
- ザ・テレビ欄0 1954〜1974（2009年8月31日、TOブックス発行、テレビ欄研究会編・著、ISBN 4904376102） - 1954年から1974年の間に発行された報知新聞東京本社版テレビ欄の一部を掲載（奥付に「協力：株式会社報知新聞社」のクレジットあり）。
- ザ・テレビ欄 大阪版 1964〜1973（2009年11月30日、TOブックス発行、テレビ欄研究会編・著、ISBN 4904376153） - 1964年から1973年の間に発行された報知新聞大阪本社版テレビ欄の一部を掲載（奥付に「協力：株式会社報知新聞社」のクレジットあり）。

| TBS 月 - 金曜 午前のワイドショー枠                          | TBS 月 - 金曜 午前のワイドショー枠                   | TBS 月 - 金曜 午前のワイドショー枠                                                    |
| 前番組                                                      | 番組名                                               | 次番組                                                                                |
| ----------------------------------------------------------- | ---------------------------------------------------- | ------------------------------------------------------------------------------------- |
| （枠設置前につきなし）                                      | おはよう・にっぽん （1966年1月31日 - 1968年9月13日） | （約2年半中断） ↓ モーニングジャンボ （1971年4月5日 - 1972年3月31日）                 |
| TBS 月 - 金曜 8:00 - 9:00                                   |                                                      |                                                                                       |
| 8:00-恐妻天国（再） 8:30-悲恋十年（再） 8:45-女の斜塔（再） | おはよう・にっぽん （1966年1月31日 - 1968年9月13日） | 7:30-ヤング720 【10分繰り下げ】 8:10-ポーラテレビ小説（再放送） 8:30-あなたの映画劇場 |